# Кати Хопкинс
Кати Хопкинс (на английски: Cathy Hopkins) е английска писателка, авторка на бестселъри в жанровете чиклит, любовен роман, сатира, както и на документални книги за самопомощ и ароматерапия. Баща ѝ също е писател под псевдонима Били Хопкинс.

## Биография и творчество
Кати Хопкинс е родена на 23 януари 1953 г. в Манчестър, Англия, в семейството на Вилфред и Клара Хопкинс. Има петима братя. От 5 до 11-годишна възраст живее със семейството си в Кения. Учи една година колеж по изкуствата в Манчестър, но напуска и работи като рок-енд-рол певец с „Driving Rock“ и „Rockettes“, и като ерготерапевт в психиатрична клиника. Връща се в колежа и получава бакалавърска степен по сравнителна религия. След това през 1986 г. учи и работи като ароматерапевт и като учител по медитация.
В края на 80-те заедно с работата си решава да пише книги за взаимоотношенията между мъжете и жените. Първоначално през 1987 г. работи с карикатуриста Грей Джолиф. Първата ѝ хумористична книга „Revenge of the Essex Girls“, в съавторство с Алисън Еверит, е публикувана през 1992 г.
Първите ѝ книги за самопомощ „Как да печелим вниманието и любовта на жените или На лов за момичета“ и „Как да привличаме, пленяваме и задържаме мъжете или На лов за мъже“ са публикувани през 1989-1990 г. В средата на 90-те пише книги за ароматерапия и релаксация.
Към края на 90-те се насочва изцяло към писателската си кариера и посещава много курсове по творческо писане. Пъвоначално пише сценарии и е четец на хумористични текстове за комедийния отдел на Би Би Си и прави преглед на сутрешната преса за „Скай Нюз“.
През 2000 г., под влиянието на Бренда Гарднър, започва да пише книги за тийнейджъри. Първият ѝ чиклит роман „Mates, Dates and Inflatable Bras“ от емблематичната ѝ тийн-поредица „Срещи, дати“ е публикуван през 2001 г.
През 2007 г. е издаден първият роман „От смотанячка-богиня“ от другата ѝ характерна поредица „Момиче на зодиака“.
Произведенията на писателката често са в списъците на бестселърите. Те са издадени в над 30 страни по света.
Кати Хопкинс живее със семейството си в Бат, Югозападна Англия.

## Произведения

### Самостоятелни романи
- Revenge of the Essex Girls (1992) – с Алисън Еверит
- The Wisdom of the Master Cat (1998)
- Holey Moley I'm a Dead Dude (2003) – като С. М. Хопкинс
- Dead Dudes! (2006)
- Love at Second Sight (2012)
- Playlist for a Broken Heart (2014)
- The Cat Whiskerer (2014)
- A Home for Shimmer (2015)

### Серия „Срещи, дати“ (Mates, Dates)
1. Mates, Dates and Inflatable Bras (2001)
2. Mates, Dates and Cosmic Kisses (2001)
3. Mates, Dates and Portobello Princesses (2001) – издаден и като „Mates, Dates, and Designer Divas“
4. Mates, Dates and Sleepover Secrets (2002)
5. Mates, Dates and Sole Survivors (2002)
6. Mates, Dates and Mad Mistakes (2003)
7. Mates, Dates and Pulling Power (2003) – издаден и като „Mates, Dates, and Sequin Smiles“
8. Mates, Dates and Tempting Trouble (2004)
9. Mates, Dates and Great Escapes (2004)
10. Mates, Dates and Chocolate Cheats (2005)
11. Mates, Dates and Diamond Destiny (2005)
12. Mates, Dates and Sizzling Summers (2006)
13. Mates, Dates and Saving the Planet (2008)
14. Mates, Dates and Flirting (2008)
Изкуството на свалките: щуротийки за флиртаджийки, изд.: „Слънце“, София (2010), прев. Лилия Фотева

- The Mates, Dates Guide to Life, Love, and Looking Luscious (2005)
- The Secret Story (2009)

към серията
- Mates, Dates, Truth and You: What Are You Like? Quiz Book (2007)
- Mates, Dates Journal (2007)
- Mates, Dates Guide to Life (2009)

### Серия „Истина, предизвикателство, целувка или обещание“ (Truth, Dare, Kiss or Promise)
1. White Lies and Barefaced Truths (2002) – издаден и като „White Lies“
2. Pop Princess (2002) – издаден и като „The Princess of Pop“
3. Teen Queens and Has-Beens (2003) – издаден и като „Teen Queens“
4. Starstruck (2004)
5. Double Dare (2005)
6. Midsummer Meltdown (2005)
7. Love Lottery (2006)
8. All Mates Together (2006)

### Серия „Момиче на зодиака“ (Zodiac Girls)
1. From Geek to Goddess (2007) 
От смотанячка-богиня, изд.: ИК „Хермес“, Пловдив (2008), прев. Светла Ганева-Морисън
2. Recipe for Rebellion (2007) 
Рецепта за съпротива, изд.: ИК „Хермес“, Пловдив (2008), прев. Светла Ганева-Морисън
3. Discount Diva (2006) 
Рецепта за успех, изд.: ИК „Хермес“, Пловдив (2008), прев. Светла Ганева-Морисън
4. Brat Princess (2007) 
Глезената принцеса, изд.: ИК „Хермес“, Пловдив (2008), прев. Светла Ганева-Морисън
5. Star Child (2008) 
Звездно дете, изд.: ИК „Хермес“, Пловдив (2009), прев. Нина Руева
6. Double Trouble (2009) 
Двойна беля, изд.: ИК „Хермес“, Пловдив (2009), прев. Нина Руева
7. Dancing Queen (2009) 
Танцуващата кралица, изд.: ИК „Хермес“, Пловдив (2009), прев. Нина Руева
8. Bridesmaids' Club (2009) 
Клубът на шаферките, изд.: ИК „Хермес“, Пловдив (2010), прев. Нина Руева

### Серия „Канелено момиче“ (Cinnamon Girl)
1. This Way to Paradise (2007)
2. Starting Over (2007)
3. Looking for a Hero (2008)
4. Expecting to Fly (2009)

### Серия „Срещи за един милион долара“ (Million Dollar Mates)
1. Million Dollar Mates (2010)
2. Paparazzi Princess (2011)
3. Catwalk Queen (2011)
4. Golden Girl (2012)
5. Super Star (2013)

### Новели
- Mum Never Did Learn to Knock (2014)

### Сборници
- Shining on: A Collection of Stories in Aid of the Teen Cancer Trust (2006) – с Малъри Блекман, Мелвин Бърджис, Мег Кабът, Ан Файн, Сю Лъмб, Силия Рийс, Мег Розоф, Роузи Ръштън и Жаклин Уилсън

### Документалистика
- Girl Chasing: How to Improve Your Game (1989)
Как да печелим вниманието и любовта на жените или На лов за момичета, изд.: „Аполо прес“, София (1994), прев.
- Man Hunting: A Girl's Guide to the Game (1990)
Как да привличаме, пленяваме и задържаме мъжете или На лов за мъже, изд.: „Аполо прес“, София (1994), прев.
- The Joy of Aromatherapy (1991)
- 69 Things to Do When You're Not Doing It (1991)
- Keeping It Up! How to make your love affair last for ever (1992)
Как да запазим любовната си връзка вечно или Любов завинаги!, изд.: „Аполо прес“, София (1998), прев. Пламен Йорданов
- Blooming Pregnant!: Real Facts About Having a Baby (1993)
- Divorce for Beginners: How to Get Unhitched Without the Hitches (1995)
- The Little Sexpot's Instruction Book (1995)
- The World's Best Lightbulb Jokes (1995) – с Едуард Филипс
- Principles of Aromatherapy (1996)
- 101 Short Cuts to Relaxation (1997)
101 бързи начина за релаксация, изд.: „Кибеа“, София (1999), прев. Красимира Христовска